# Murmansque (oblast)
Murmansque (russo:  Му́рманская о́бласть, tr. Múrmanskaia óblast; IPA: [ˈmurmənskəjə ˈobləsʲtʲ]) é uma divisão federal (oblast) da Federação da Rússia. Segundo censo de 2019, havia 748 056 habitantes. Possui 144 900 quilômetros quadrados. Sua capital é a cidade de Murmansque.